# 索莱达 (加利福尼亚州)
索莱达（英語：Soledad），是美国加利福尼亚州蒙特雷县下属的一座城市。建市于1921年3月9日，面积大约为4.41平方英里（11.4平方公里）。根据2010年美国人口普查，该市有人口25,738人。

## 外部連結
- City of Soledad （页面存档备份，存于）
- California Integrated Water Quality System Project (CIWQS) Enforcement Report （页面存档备份，存于）